# エクスカリバー (1997年の映画)
『エクスカリバー』（原題: Prince Valiant）は、1997年よりアイルランド・イギリス・ドイツで公開されたファンタジー自主映画。原作は1937年に連載が開始された、ハル・フォスターによる新聞漫画『プリンス・ヴァリアント』。監督はアンソニー・ヒコックスが担当、主演はスティーブン・モイヤーが担当。
日本では2003年4月4日に『エクスカリバー戦記』のタイトルでエスピーオーからセル盤DVDが発売された。

## キャスト
| 役名                 | 俳優                     | 日本語吹替                                   |
| -------------------- | ------------------------ | -------------------------------------------- |
| バリアント王子       | スティーヴン・モイヤー   | 置鮎龍太郎                                   |
| アイリーン姫         | キャサリン・ヘイグル     | 小林沙苗                                     |
| タグナー             | トーマス・クレッチマン   | 山野井仁                                     |
| アーサー王           | エドワード・フォックス   | 小林清志                                     |
| スライゴン           | ウド・キア               | 仲野裕                                       |
| モルガナ             | ジョアナ・ラムリー       | 山像かおり                                   |
| ボルター             | ロン・パールマン         | 宝亀克寿                                     |
| ペシェ               | ウォーウィック・デイビス | 高木渉                                       |
| アーン王子           | ベン・パレン             | 諸角憲一                                     |
| エリック長老         | ウォルター・ゴーテル     | 麦人                                         |
| ガウエイン卿         | アンソニー・ヒコックス   | 荒川太郎                                     |
| その他               | N/A                      | 西前忠久 斉藤次郎 斉藤瑞樹 増田裕子 田辺美帆 |
| 日本語版制作スタッフ |                          |                                              |
| 演出                 | 演出                     | 市来満                                       |
| 翻訳                 | 翻訳                     | 渡辺由里子                                   |
| 録音・調整           | 録音・調整               | 手塚孝太郎                                   |
| 制作                 | 制作                     | ニュージャパンフィルム                       |

## スタッフ
- 監督：アンソニー・ヒコックス
- 原作：ハル・フォスター
- 脚本：アンソニー・ヒコックス、マイケル・フロスト・ベックナー、カーステン・ロレンツ
- プロデューサー：カーステン・ロレンツ
- 製作総指揮：ベルント・アイヒンガー、ジェイムズ・ゴーマン、トム・ローゼンバーグ
- 撮影：ロジャー・ランサー
- 音楽：デヴィッド・バーゴード
- 編集：アレクサンダー・ベルナー